# Lucia Basson
Lucia Basson (geboren 20. März 1953 in Karasburg, Südwestafrika) ist eine namibische Politikerin der SWAPO, die von 2005 bis 2010 Mitglied der Nationalversammlung war. Von 2015 bis 2020 war sie Gouverneurin der Region ǁKaras.Klicklaut

## Leben
Lucia Basson wurde in einem kleinen Dorf namens Wortel, 15 Kilometer von Karasburg entfernt, als Älteste von 12 Geschwistern geboren. Sie wuchs in Karasburg auf. Ihr Vater verdiente das Geld als Bahnarbeiter, ihre Mutter kümmerte sich um Haushalt und Kinder. Basson besuchte die Grundschule in Keetmanshoop, wohin ihr Vater versetzt worden war. Später zogen sie nach Tses um, wo sie die Schule aus finanziellen Gründen bereits 1973 nach Klasse 10 abschloss.
Trotz ihrer kurzen Schulzeit fand sie eine Beschäftigung als Lehrerin im damaligen Bildungssystem. Als es 1976 in Südafrika zum Soweto-Aufstand kam, war sie Teil des Lehrkörpers für die Nama. Für sie war der Aufstand das Signal, aus dem Bildungssystem auszusteigen.

## Politik
1991 wurde sie die regionale Koordinatorin des SWAPO Women’s Council in ǁKaras. Sie entwickelte sich zu einer der wichtigsten SWAPO-Führungskräfte in der Hardap-Region, wo sie auch als „Iron Lady of Hardap“ bezeichnet wurde. 2002 wurde sie regionale Koordinatorin der SWAPO in dieser Region und wurde Mitglied des Zentralkomitees der SWAPO.
2004 nominierte sie der SWAPO-Präsident Sam Nujoma als eine von 10 Kandidaten auf der Parteiliste für die Wahl zur Nationalversammlung. Mit seiner Auswahl belohnte er diejenigen, die ihn darin unterstützt hatten, Hifikepunye Pohamba zum Präsidentschaftskandidaten der SWAPO zu machen. Basson soll die Wahlkampagnen von Anhängern des ehemaligen Außenministers Hidipo Hamutenya durchkreuzt haben.
Von 2005 bis 2010 war sie Abgeordnete der Nationalversammlung. Ihre Schwerpunkte waren Entwicklungs- und Landverteilungsfragen sowie Gleichberechtigung. Sie war stellvertretende Vorsitzende des ständigen Ausschusses für Auswärtige Angelegenheiten, Verteidigung und Sicherheit. 2010 war sie zwar wiederum auf der SWAPO-Kandidatenliste. Das Wahlergebnis der Partei reichte jedoch gerade nicht für einen Abgeordnetensitz für sie, bei einem Ausfall wäre sie die nächste Nachrückerin gewesen.
Basson kehrte daraufhin zunächst in ihre frühere Rolle als regionale Koordinatorin der SWAPO in der Hardap-Region zurück. 2011 benannte sie Präsident Pohamba als Sonderberaterin für den Gouverneur der Region ǁKaras Bernadus Swartbooi.
2015 ernannte sie der neue Präsident Hage Geingob zur Gouverneurin der Region ǁKaras. Er revanchierte sich damit für ihre Unterstützung seiner Präsidentschaftskandidatur. Zur Halbzeit ihrer Amtszeit gab es Gerüchte, dass sie wegen unzureichender Leistung vorzeitig abberufen würde, doch blieb sie bis 2020 im Amt.

## Ehrungen
Basson erhielt 2004 den namibischen Orden Order of Bravery.